# 钙锰辉石
钙锰辉石（英語：Johannsenite）是一種矽酸鹽礦物，是輝石礦物族的一員。 這種礦物可以產生在石灰岩中，也可以通過變質過程產生。 該礦物還與鉛鋅礦化有關。
它是一種相對稀有的材料 但在亞利桑那州的 Aravaipa 地區盛產。 它通常呈球晶狀聚集體。
這種礦物易受氧化、水合作用和碳酸化的影響，改變為薔薇輝石。 
該礦物於 1932 年以阿爾伯特•約翰森 (Albert Johannsen) 的名字命名。

### 结晶特征
钙锰辉石屬单斜晶系，单晶体呈棱柱状；集合体呈柱状、放射状、球粒状；双晶依{100}呈简单的层状。
為多色性包括丁香褐色、灰色、无色、蓝色、绿色。半透明至不透明，摩氏硬度6，密度3.27-3.54，断口不平坦状至贝壳状。

### 成因产状
钙锰辉石可通過石灰岩經由含鎂元素的交替變質形成，
通常产于变质石灰岩和锰质矽卡岩中，是石英和方解石脉穿切流纹岩形成的。
其共伴生矿物蔷薇辉石、锰的氧化物。

### 分佈
钙锰辉石分佈於墨西哥、意大利、澳大利亞、美國、澳大利亞和日本等國家/地區找到。